# Organizace Mozilla
Organizace Mozilla (známá též jako Mozilla.org) byla neformální skupina financované společností Netscape Communications Corporation, která byla založena s cílem vyvinout open source balík Mozilla. Byla založena 23. února 1998 a skládala se hlavně z vývojářů Netscape, ale teoreticky byla na Netscape nezávislá. 
Primárním účelem organizace bylo vyvíjet balík Mozilla pro testovací účely a nikoliv verzi pro koncové uživatele. Tou měl být Netscape. I to bylo důvodem, proč vznikl Beonex Communicator, jehož cílem bylo vydávat verze orientované na koncové uživatele. Neměl však dlouhého trvání.
15. července 2003 majitel Netscape (společnost AOL) ukončil podporu projektu. Vznikla Mozilla Foundation, která převzala další vývoj a začala se zaměřovat hlavně na koncové uživatele. Organizace Mozilla či Mozilla.org jsou dnes často brány jako synonyma pro Mozilla Foundation.